# Arsenal (Venecija)
Venecijanski Arsenal (talijanski: Arsenale di Venezia) bio je kompleks državnih brodogradilišta, oružarnica i skladišta u Veneciji u Sjevernoj Italiji. Arsenal je bio temelj na kojem je počivala pomorska snaga Mletačke Republike. On je također bio prvi proizvodni pogon za masovnu proizvodnju, u kojem su upotrebljavljani standardizirani i zamjenjivi dijelovi.

## Letimični opis
Izgradnja Arsenala započela je 1104., za vrijeme Mletačke Republike  Arsenal je bio najveći industrijski pogon Europe prije Industrijske revolucije, koji se prostirao na površini od 45 hektara (oko 15 % teritorije Venecije). okružen zidinama dugim 3,2 km, koje su štitile Arsenal od neželjenih pogleda i osiguran stalnom stražom. 
Razni dijelovi Arsenala proizvodili su određeni montažni dio broda (kobilice, oplate.) ili brodsku opremu; municiju, užad, vitla. Od tih dijelova moglo se sklopiti brod u samo jedan dan. Arsenal je imao u svom posjedu šume kod Motella (Treviso) odakle je dopremano drvo za gradnju brodova.
Arsenal je izgradio većinu venecijanskih brodova, koji su bili osnova ekonomskog bogatstva i moći Mletačke Republike, koja je trajala sve do propasti republike za napoleonskog osvajanja Venecije 1797. Arsenal se nalazi u sestieru Castello u Veneciji, - danas je u vlasništvu talijanske države.

## Povijest venecijanskog Arsenala
Vjerojatno je na terenu Arsenala postojalo starije brodogradilište iz 8. stoljeća u bizantskom stilu. Međutim se za početak ovog današnjeg Arsenala uzima se 1104. kad je vladao dužd Ordelafo Falier, iako nema nikakvih pozdanih dokaza za to. U svakom slučaju Arsenal je sigurno postojao početkom 13. stoljeća.
Arsenal je u početku služio samo za održavanje ratnih brodova, ali se nakon izgradnje većeg - Novog Arsenala (Arsenala Nuovo) 1320. na istom mjestu, moglo graditi i održavati čak i puno veće brodove. Odtad je Arsenal postao važno središte za proizvodnju brodske užadi i mjesto za boravak radnika.
Venecija je razvila metodu masovne proizvodnje ratnih brodova u Arsenalu, on je počivao na sistemu da se prvo sastavila kobilica i rebra, pa tek onda brodska oplata, za razliku od rimskog načina gradnje kod kojeg se krenulo od brodske oplate, koja je rađena sistemom; utor - pero, kako su rađene trireme.Taj novi sistem gradnje brodova bio je puno brži i ekonomičniji jer se trošilo manje drvene građe. Na vrhuncu svoje produktivnosti na početku 16. stoljeća, u Arsenalu je radilo oko 16.000 ljudi, koji su mogli proizvesti gotovo svaki dan po jedan novi brod, opremljen oružjem. Takva efikasnost u proizvodnji nije viđena sve do industrijske revolucije.
U Arsenalu je također razvijeno novo vatreno oružje u početnoj fazi njegova razvoja, počevši s bombardom iz 1370. i brojnog manjeg vatrenog oružja, koje je venecijancima poslužilo u borbama s đenovežanima nekoliko godina kasnije. Brzina paljbe je poboljšana tako da su bombarde i prvi pištolji stavili izvan upotrebe samostrel, jer su mogli probiti oklop. Mletački kondotjer Bartolomeo Colleoni, prvi je upotrabio bombarde iz Arsenala u pješačkim borbama, montiravši ih na postolja s kotačima.
Glavna ulazna vrata Arsenala - Porta Magna, podignuta su oko 1460., njih je vjerojatno izgradio Antonio Gambello po nacrtu Jacopa Bellinija. Dva lava, donesena iz Grčke dodana su 1687. Jedan od tih lavova, poznat je kao Lav iz Pireja, on ima urezane runski natpise koje su napravili skandinavski plaćenici tokom 11. stoljeća za križarske invazije na Grčku.
Pri kraju 16. stoljeća, Arsenal je počeo eksperimentirati s gradnjom većih brodova koji su trebali nositi teško oružje. Najimpresivniji takav brod bila je galeasa, korištena u središnoj Bitci kod Lepanta (1571) protiv osmanlija, a razvijen je na osnovu stare trgovačke velika galija. To je bio ogroman brod za svoje vrijeme, koji se kretao uz pomoć oba jedra i vesala. To je bila prava ploveća tvrđava, s topovima montiranim na lafetima s kotačima, nanizanim po bokovima po tadašnjoj modi. Međutim to je bio spor i nezgrapan brod za borbu, tako da je izgrađeno svega par komada. Arsenal je izbacio i Galeon, to je bio trgovački jedrenjak, dobro naoružan. To je bio efikasan brod u velikim pomorskim bitkama na otvorenom moru, ali ne i po malim dalmatinskim uvalama bez vjetra.
Dobar dio Arsenala uništen je za napoleonske vladavine nad Venecijom, ali je kasnije obnovljen za Kraljevstva Lombardija-Venecija kad su habsburgovci vladali Venecijom. Venecijanski Arsenal bio je glavna pomorska baza i istraživački centar austrijske mornarice. Nakon revolucionarne 1848. i ustanka u Veneciji Austrijsko Carstvo premjestilo je arsenal i ratnu luku iz strateških razloga u Pulu 1856., iz tog arsenala izraslo je današnje Brodogradilište Uljanik u Hrvatskoj. Od tog vremena, a naročito od pojave parnih brodova sa željeznom oplatom počinje regresija Arsenala - da bi se sredinom 20. stoljeća potpuno ugasla.
Danas se Arsenal koristi kao izložbeni prostor Venecijanskog bijenala i centar za očuvanje povijesnih brodova.

## Masovna proizvodnja galija
Venecijanski Arsenal bio je sposoban masovno proizvoditi galije, gotovo kao na pokretnoj traci, taj način bio je jedinstven u to vrijeme, a sam Arsenal bio je najveći pojedinačni industrijski kompleks u Europi prije industrijske revolucije. Stoga nije čudo što je venecijanski Arsenal oduševio i slavnog Dantea koji je opjevao čudo Arsenala, u 21 pjevanju svoga Pakla dijelu Božanstvene komedije.
Quale nell’arzana de’ Viniziani
bolle l’inverno la tenace pece
I kao u venecijanskom arsenalu
kipi zimi tekuća smola
Sposobnost Arsenala da proizvodi veliku količinu brodova bila je jedinstvena u tadašnjoj Europi, gdje se tadašnja proizvodnja kretala u cehovskim okvirima i bila spora. To je u snažnom kontrastu s ostatkom Europe, gdje je proizvodnja brodova slične veličine često trajala mjesecima. Ovaj zadivljujući kapacitet proizvodnje bio je rezultat velike količine radnike koji su radili u Arsenalu, gotovo 16.000, te koncentracija proizvodnje unutar samog Arsenala. Proizvodnja je bila podijeljena u tri glavne faze: konstrukcija broda (kobilica i rebra), rezanje i obrada dasaka i izrada kabina, i završna montaža. Svaka faza proizvodnje imala je vlastite radnike specijalizirane za određenu fazu izrade, a dobar dio dijelova brodova je rađen od standardiziranih dijelova, tako da se proizvodilo gotovo kao na montažnoj traci. U Arsenalu je često bilo do 100 galija u različitim fazama proizvodnje ili na remontu, na taj način su neku od njih mogli odmah staviti u završnu fazu izrade. I sama arhitektura i organizacija Arsenala omogućavala je minimalni transport materijala tokom svih faza proizvodnje, jer su se brodovi u gradnji koristili kanalima arsenala, kao pokretnim trakama. To što je imao venecijanski Arsenal, svijet nije vidio ponovno sve do početka 20. stoljeća, kada je Henry Ford prvi (ponovno) primijenio proizvodnu traku.

## Galileo i Arsenal
Galileo Galilei postao je 1593., vanjski savjetnik Arsenala, koji je pomagao inženjerima u rješavanju problema kod gradnje i konstrukcije brodova, naročito u vezi balistike. On je uveo neke inovacije u proizvodnji Arsenala. Na osnovu iskustvava iz Arsenala, Galileo je kasnije napisao knjigu koja se bavila čvrstoćom i otpornošću materijala, i tako utro put novoj nauci.

## Venecija i njena pomorska snaga
Venecija je svoje bogatstvo i moć temeljila na sposobnosti da kontrolira pomorsku trgovinu po Sredozemlju. To bi bilo nemoguće ostvariti bez izuzetno velike mornarice i trgovačke sile. Oko 1450. godine, Venecija je imala više od 3.000 brodova u plovidbi, koji su služili kao brodovi mletačkih trgovaca, ali i kao ratni brodovi mletačke mornarice. Ovu silno veliku količinu brodova bilo je potrebno stalno održavati i opremati. Venecijanski Arsenal nije služio samo kao glavno brodogradilište, već je također bio odgovoran za redovno održavanje većine venecijanskih galija. To je zahtijevalo veliku količinu novca, zbog tog su mletačke vlasti skoro 10% svojih prihoda trošile na Arsenal, ipak bez Arsenala bi bila nemoguća dominacija u Mediteranu, a ona je omogućavala bogatstvo Venecije.

## Vanjske poveznice
- L’Arsenale di Venezia  Arhivirana inačica izvorne stranice od 27. siječnja 2012. (Wayback Machine) (tal.)
- Arsenale di Venezia - Urban Center Virtuale (Official webpage of the Municipality of Venice)